# Радович, Ана
Ана Радович (черног. Ana Radović / Ана Радовић; род. 21 августа 1986, Сараево) — черногорская гандболистка, защитница клуба «Вейен» и сборной Черногории. Серебряный призёр Олимпийских игр 2012 года.

## Карьера

### Клубная
Воспитанница школы клуба «Медицинар» из Шабаца. Большую часть игровой карьеры провела в составе черногорской «Будучности», выиграла с ней в 2006 и 2010 годах Кубок обладателей кубков, Лигу чемпионов 2011/2012, а также чемпионаты и Кубки Черногории с 2006 по 2012 годы. Летом 2012 года перешла в датский «Вейен» (также известный как «Кольдинг»)

### В сборной
Сыграла 62 матча и забила 163 гола. Участница чемпионата мира 2011. Серебряный призёр летних Олимпийских игр 2012 года.